# 共和国議会 (モザンビーク)
共和国議会（きょうわこくぎかい、ポルトガル語: Assembleia da República）は、モザンビークの立法府である。

## 概要
一院制、任期5年。定数250名。
政党名簿比例代表で選出される。議会議長は大統領職が空席となった場合は一時的に大統領代行を務める。